# Státní znak Ruska
Státní znak Ruska, jehož základní motiv pochází z období Ruské říše, je v Rusku užíván (se změnami) od rozpadu Sovětského svazu. Změny, které byly provedeny oproti původnímu imperiálnímu znaku, se týkaly barevnosti, která má dnes podobu znaku používaného na začátku 15. století, ale orel ze znaku kopíruje tvar používaný za dob Petra Velikého.
Znak se skládá ze dvou majoritních částí. První je jezdec na koni, který zabíjí draka kopím. Tento jezdec byl původně součástí velké pečeti moskevské, a až do roku 1730 se o této figuře nemluví jako o sv. Jiřím, až v tomto roce je označena, podle carského nařízení, jako svatý Jiří, posel vítězství (Победоносец). Později se tato figura samotná stala znakem Moskvy.
Druhou figurou znaku je dvouhlavý orel, který se poprvé objevil na pečeti velkoknížete moskevského Ivana III. roku 1497, státním symbolem se stal nejspíše až za vlády Ivanova syna Vasilije III. Podle tradičního výkladu byl dvouhlavý orel převzat z pozdní Byzance  a celá záležitost byla dávána do souvislosti  se sňatkem Ivana III. s byzantskou princeznou Zóé (Sofií) Palaiologovnou, neteří posledních dvou byzantských císařů. Stejně tak však mohli v Moskvě převzít dvouhlavého orla z římského císařství, s nímž navázali oficiálně diplomatické kontakty koncem 80. let 15. století.
Pod vládou prvního romanovského cara, Michal I. Fjodoroviče, se podoba znaku opět změnila. V roce 1625 se ve znaku objevil orel poprvé se třemi korunami. Postupně, poněkud později, je symbol tří korun vysvětlován jako znak tří království: Kazaňského, Astrachaňského a Sibiřského nebo jako symbol svazu „vší Rusi“ – Velké Rusi (Rusko), Malé Rusi (Ukrajina) a Bílé Rusi (Bělorusko).
Dnešní podobu znaku navrhl a provedl v řádných barvách ruský umělec Jevgenij Iljič Uchnaljov a byl přijat 30. listopadu 1993. Dnes tři koruny symbolizují spojitost a suverenitu ruských jednotlivých republik. Ve znaku se také objevují tradiční heraldické symboly svrchovanosti a moci, jablko a žezlo, přestože Ruská federace není monarchií, zachování těchto symbolů vedlo k odporu především komunistů. Nicméně i přes protesty, po ztrátě modré stuhy Řádu sv. Ondřeje, která spojovala tři imperátorské koruny, a stuhy obepínající znak Moskvy, byl znak přijat a 20. prosince 2000 podpisem prezidenta Vladimira Putina uzákoněn.

## Historický vývoj znaku
|  | Znak Moskevského knížectví, který je používán od Ivana III. jako dědictví po Byzanci (druhá polovina 15. století – 1547) |
|  | Znak Ruského carství (1547–1721)                                                                                         |
|  | Velký znak Ruského impéria z roku 1857[zdroj?]                                                                           |
|  | Malý znak Ruského impéria                                                                                                |
|  | Malý znak Ruského impéria z roku 1883                                                                                    |
|  | Velký znak Ruského impéria z roku 1882                                                                                   |
|  | Státní znak Ruska z roku 1917                                                                                            |
|  | Státní znak Ruské SFSR 1918–1920                                                                                         |
|  | Státní znak Ruské SFSR 1920–1978                                                                                         |
|  | Státní znak Ruské SFSR 1978–1991 a Ruské federace 1991–1992                                                              |
|  | Státní znak Ruské federace 1992–1993                                                                                     |

## Galerie

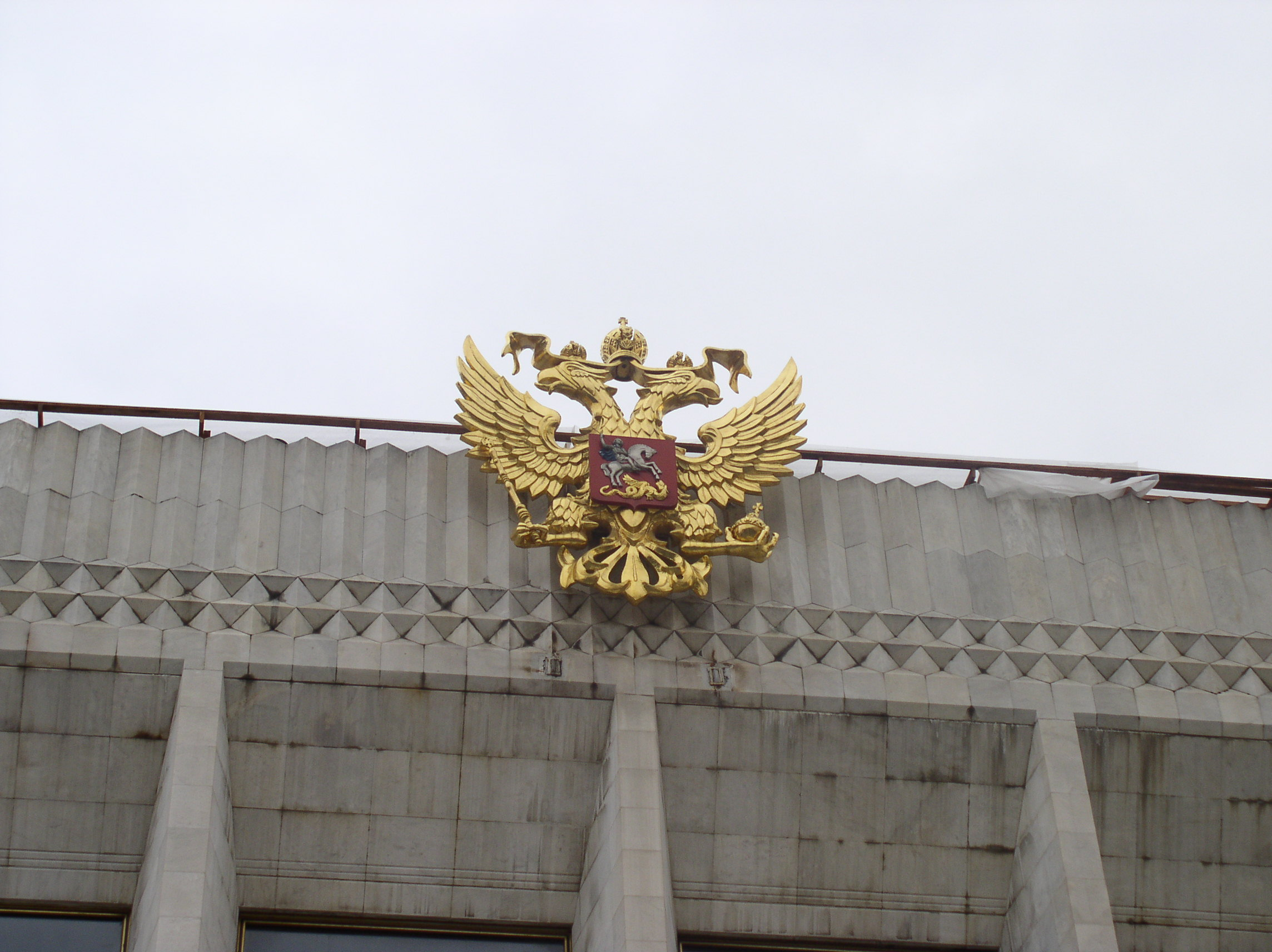
Státní znak v Kremlu
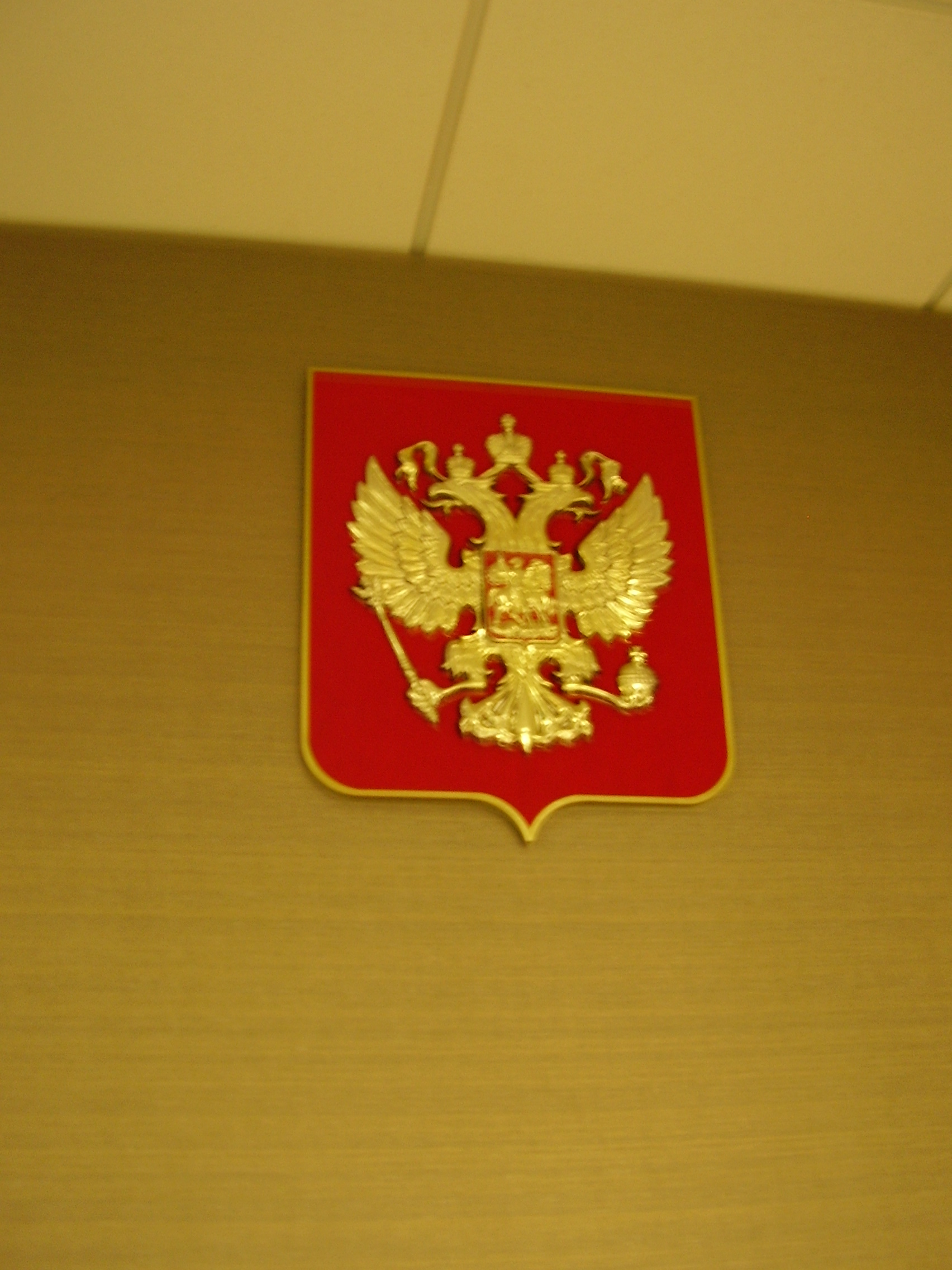
Státní znak Ruské federace
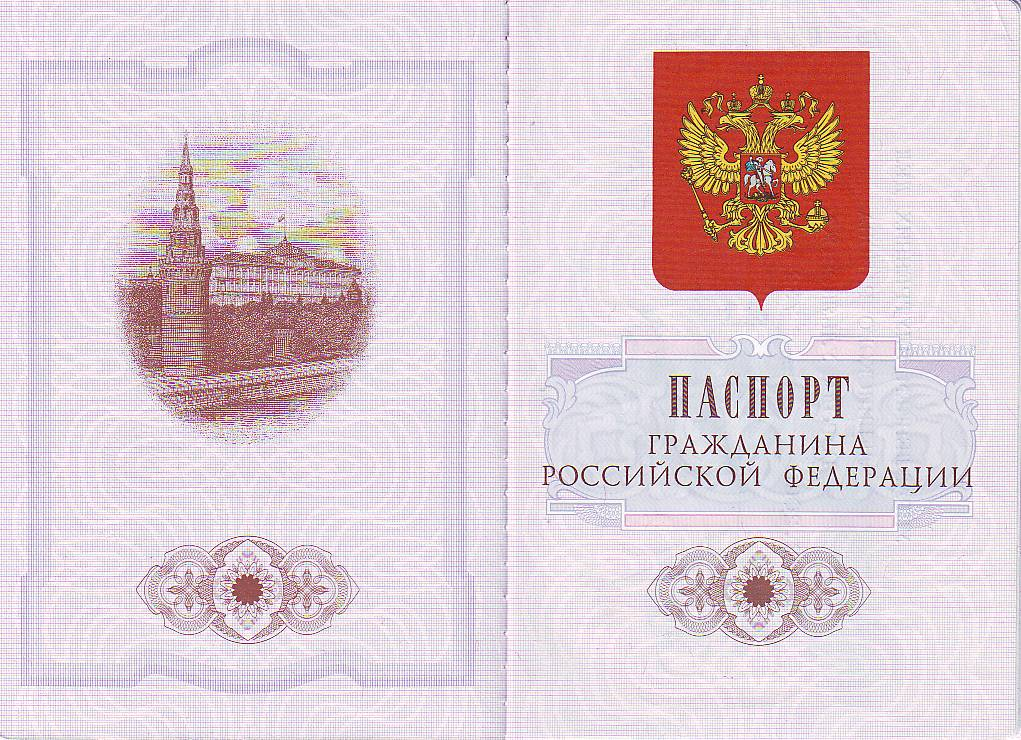
Znak v občanském průkazu

## Odstranění křížů ze znaku
V roce 2025, při předávání pamětní medaile synovi čečenského vůdce Ramzana Kadyrova Adamovi na počest založení čečenského policejního útvaru Achmat Groznyj OMON, byl použit ruský státní znak, na kterém byly odstraněny kříže. To vzbudilo v Rusku pobouření a ruští blogeři obvinili Kadyrova, že zašel příliš daleko a varovali před islamizací země.